# Бјелоруска готика
Термин бјелоруска готика, (бјелоруски беларуская готыка), (руски белоруска готика) описује стил градње заступљен у 15. и 16. веку, посебно у првој половини 16. века. Овај стил архитектуре се може срести у дјеловима савремене Белорусије, Литваније и Источне Пољске.
Зграде имају елементе уобичајеног готичког дизајна, но присутни су такође и детаљи који се не би сматрали готичким у Централној и Западној Европи.

## Услови изградње
Од крштења великог кнеза Владимира Великог и покрштавања Кијевске Русије, руска архитектура се нашла под снажним утицајем архитектуре Византије. Сукоби монголских освајача са Русима, харање и превласт Златне Хорде узроковали су разарање и сиромашење регије.
У току 13. вјека и прве деценије 14. вјека, руске кнежевине на територији данашње Белорусије су постепено падале под власт Велике кнежевине Литваније, паганске државе која се супростављала католичком реду тевтонских витезова, те постала велика сила у 14. вјеку. Племство ове државе је поријеклом било литванско као и становништво северозападног дијела регије, насељеног литванским сеоским становништвом. Неке племићке породице на југу и истоку су биле руског поријекла док је званични језик кнежевине био рутенски још познат као западноруски или старобјелоруски.
Крунисањем Владислава II Јагила, краљем Пољске 1386. настала је заједница Пољске и Литваније што је довело до повећане размјене са Западном и Јужном Европом, посебно након коначне побједе заједнице против тевтонског витешког реда 1466.(Други Торунски мир), и раста благостања.
Готички стил је у овом периоду стигао до источнословенских области, у трену када је у Средњој Европи већ полако био замјењиван, а у Јужној Европи потпуно замјењен архитектуром Ренесансе.
Југ садашње Литваније био је насељен  литванском већином и никада није био део Русије, али услови су били слични у обје регије. Литванија има скоро исти број споменика овога стила градње као и Бјелорусија. Управо овде, у Виљнусу, православна саборна црква Пресвете Богородице , која се сматра почетком стила, је саграђена. Ово се десило прије неголи је ренесансни стил стигао у Средњу Европу и прије неголи је литванска држава постала католичка.
- Саборна црква Св. Бориса и Глеба,[4] Навагрудак, јужна фасада
- Саборна црква Св. Бориса и Глеба, 1519-1630, унутрашњост
- Црква Светог Михаила,[5][6] Гнезна, 1524–1527
- Мирски дворац, 16. век

Бјелоруска готика је спој византијске, готичке и ренесансне архитектуре.
- Материјал: неке зграде имају сличности са стилом циглане Готике настале у сјеверној Њемачкој, док су друге у потпуности омалтерисане.
- Лукови: црквени прозори обично имају оштре лукове, док слијепе аркаде и ломбардске траке углавном имају округли лук.
- Сводови: већина цркава посједују ребрасте сводове, али постоје и оне са једноставним тешким сводовима, као на примјер, у романској и византијској архитектури.
- Читав облик: већина цркава је утврђена. Код неких је овај елеменат наглашен. Обично имају кратак брод и четири мале куле у сваком углу док друге цркве имају уобичајени високи западњачки звоник.

- Црква Светог Духа, 1530, Kodeń, Пољске, недалеко од обале реке Буг
- Саборна Црква Успења Пресвете Богородице, Вилниус
- Светог Гертруда,[7] Каунас,
- Св. Јован Крститељ је у Zapyškis, Литванија